# Bois de Colfontaine
Bois de Colfontaine är en skog i Belgien.   Den ligger i provinsen Hainaut och regionen Vallonien, i den sydvästra delen av landet, 60 km sydväst om huvudstaden Bryssel.
Trakten runt Bois de Colfontaine består till största delen av jordbruksmark. Runt Bois de Colfontaine är det ganska tätbefolkat, med 116 invånare per kvadratkilometer.